# Marian Herbert

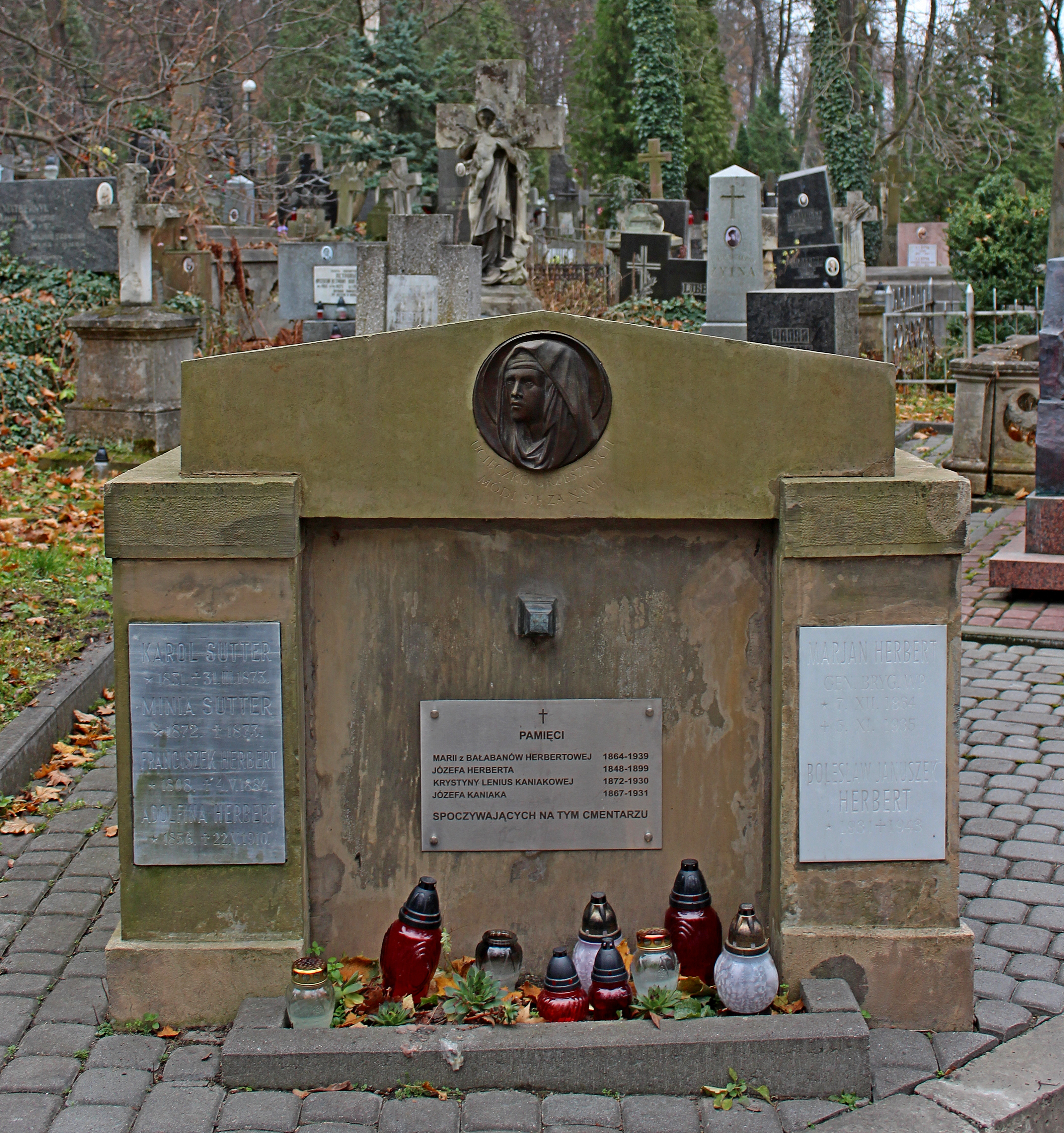
Grób Mariana Herberta

Marian Herbert (ur. 7 grudnia 1864 we Lwowie, zm. 5 listopada 1935 w Rzeszowie) – polski pułkownik cesarskiej i królewskiej Armii, generał brygady Wojska Polskiego.

## Młodość, służba w austriackiej armii
Ukończył gimnazjum we Lwowie. Naukę kontynuował w Korpusach kadetów we Lwowie i Krakowie. Od 7 grudnia 1881 roku służył w austriackiej armii. Pełnił m.in. funkcję dowódcy 33 pułku piechoty k.k. Landwehry. W czasie I wojny światowej walczył na froncie wschodnim i w Albanii.

## Służba w WP, późniejsze losy
Z dniem 1 listopada 1918 został przyjęty do Wojska Polskiego z zatwierdzeniem posiadanego stopnia pułkownika ze starszeństwem z dniem 1 maja 1917. Od 4 stycznia do 20 maja 1919 dowodził 18 pułkiem piechoty. Od 1 czerwca 1919 był dowódcą Okręgu Etapów Stryj. Od 21 listopada 1919 oficer do specjalnych poruczeń przy dowództwie Frontu Wołyńskiego, a następnie dowództwie 2 Armii. Na tym stanowisku 22 maja 1920 został zatwierdzony z dniem 1 kwietnia 1920 w stopniu pułkownika w piechocie. Z dniem 1 maja 1921 został przeniesiony w stan spoczynku w stopniu generała podporucznika. 26 października 1923 został zatwierdzony przez Prezydenta RP w stopniu generała brygady ze starszeństwem z dniem 1 czerwca 1919 w korpusie generałów. Osiadł w Rzeszowie, gdzie zmarł. Pochowany w grobowcu rodzinnym na Cmentarzu Łyczakowskim we Lwowie. Żonaty, miał szóstkę dzieci. 
Jego synem był Edward Herbert, oficer Wojska Polskiego, ofiara zbrodni katyńskiej, któremu ich krewny, poeta Zbigniew Herbert zadedykował wiersz pt. Guziki.

## Awanse
- chorąży - 1884,
- podporucznik - 1888,
- porucznik - 1892,
- kapitan - 1900,
- major - 1914,
- podpułkownik - 1915,
- pułkownik - 1917,
- generał podporucznik - 1 maja 1921
- generał brygady - 26 października 1923 ze starszeństwem z dniem 1 czerwca 1919